# Canal del Mangue
El Canal del Mangue (en portugués, Canal do Mangue) es un canal situado en la Zona Central de Río de Janeiro, en Brasil. Lo bordean la avenida Presidente Vargas, en el barrio Cidade Nova, y la avenida Francisco Bicalho, en los barrio Santo Cristo y San Cristóbal. Desemboca en la bahía de Guanabara. Fue inaugurado en 1860 y extendido a principios del siglo XX.

## Historia
Hasta el siglo XIX, en el área donde hoy se sitúa el barrio de la Cidade Nova, había un inmenso manglar llamado Mangue de San Diego. El 1835, el gobierno del Imperio del Brasil decidió sanear el área mediante un canal para recoger las aguas lluvia y los riachuelos que desembocaban en las inmediaciones.

Proyecto de ajardinamento del Canal del Mangue, de 1875. (Archivo Nacional)

Las obras comenzaron en 1857, cuando el barón de Mauá, Irineu Evangelista de Sousa, se hizo con la concesión para construirlo. Las obras se iniciaron en 21 de enero de ese año y duraron 3 años. El canal inaugurado el 7 de septiembre de 1860.

### SiglosXXyXXI
A principios del siglo XX, durante el mandato del alcalde Pereira Pasos, se realizó la ganancia de tierra del Saco de San Cristóbal para construir el Puerto de Río de Janeiro. Junto con esa obra, el Canal del Mangue se extendió a lo largo de la avenida Francisco Bicalho hasta la bahía de Guanabara.

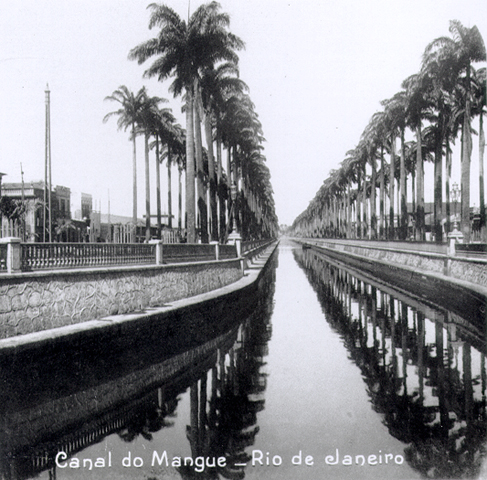
El canal en 1908 en una fotografía de José Francisco Correia.

Las obras de expansión las encargó el entonces Ministro de la Industria, Vías y Obras Públicas, Lauro Müller. Estas acabaron con dos playas cariocas, por otro lado la extensión del canal puso fin a las constantes crecientes e inundaciones provocadas por los caudales de los ríos que hoy desembocan en el canal.
En la actualidad, se encuentra en construcción el Coletor Tronco Cidade Nova, que tendrá un total de 4,2 kilómetros de tubería y recogerá las aguas residuales de Catumbi, Centro, Cidade Nova, Estácio, Rio Comprido y Santa Teresa.